# Microgramma thurnii
Microgramma thurnii là một loài thực vật có mạch trong họ Polypodiaceae. Loài này được (Baker) R.M. Tryon & Stolze miêu tả khoa học đầu tiên năm 1993.